# مؤسسه توانبخشی تورنتو
مؤسسه توانبخشی تورنتو (انگلیسی: Toronto Rehabilitation Institute) که با نام تورنتو ری‌هَـب شناخته می‌شود، بزرگترین بیمارستان بازتوانی و توان‌بخشی کشور کاناداست که در شهر تورنتو واقع شده و از زیرمجموعه‌های شبکه دانشگاهی سلامت (از سال ۲۰۱۱) است.
این بیمارستان علاوه بر مراقبت‌های توان‌بخشی به افراد کمک می‌کند که زندگی خود را بازسازی نموده و به اهداف فردی خود در زمینهٔ سلامت دست یابند. این مرکز بزرگ دارای ۵ ساختمان و شعبه در نقاط مختلف شهر تورنتو است.

## برنامه‌ها
برنامه‌هایی که هم‌اکنون در مؤسسه توانبخشی تورنتو ارائه می‌شود شامل موارد زیر است:
- توانبخشی نخاعی
- توانبخشی پس از سکته مغزی
- توانبخشی آسیب‌های مغزی اکتسابی
- توانبخشی روانپزشکی سالمندان
- پیشگیری و توانبخشی قلبی-عروقی
- مراقبت‌های پیچیده متداوم
- توانبخشی جسمی سالمندان
- توانبخشی اسکلتی-عضلانی
- خدمات توانبخشی دردهای مزمن
- مراقبت‌های بلندمدت